# Frédéric Nimani
Frédéric Nimani N'Galou (Marsiglia, 8 ottobre 1988) è un calciatore francese naturalizzato centrafricano, di origini ciadiane, attaccante dell'Aurore Bienne.

## Caratteristiche tecniche
Centravanti dalle doti fisiche particolarmente significative, aggiunge ad esse buone capacità tecniche.
Viene paragonato ad Emmanuel Adebayor, attaccante togolese.

## Carriera

### Club
Uscito dalle giovanili del Monaco, il 9 settembre 2006, all'esordio in Ligue 1, va a segno contro l'Auxerre. Nel 2007, passa in prestito al Lorient, con la cui maglia tuttavia scende in campo solo due volte; a gennaio 2008 scende di categoria, andando a giocare, nuovamente in prestito, al Sedan in Ligue 2: gioca 6 partite senza segnare. Di ritorno al Monaco, si appresta a restare nella rosa della squadra del Principato per la stagione 2008/09.
Il 9 agosto 2008, alla prima giornata di campionato, regala la vittoria ai monegaschi contro il Paris Saint-Germain, grazie ad un colpo di testa al 78'. Il 23 agosto apre le marcature nella partita casalinga pareggiata contro il Caen (3ª giornata di campionato), con un pallonetto di testa. Realizza in tal modo il secondo gol personale in tre partite. Il 31 gennaio 2012 passa in prestito con diritto di riscatto al PAOK.

### Nazionale
Impressionati positivamente dalle sue prestazioni, gli osservatori della Nazionale francese Under-21 non possono fare a meno di convocarlo: esordisce al 46º minuto della partita contro i parietà slovacchi, rimpiazzando Loïc Rémy.
Realizza due reti nella sua seconda convocazione in Nazionale, il 5 settembre 2008.
Il 16 agosto 2018 sceglie di accettare la convocazione del CT Raoul Savoy per giocare con la Nazionale della Repubblica Centrafricana, uno dei suoi paesi di origine.
Esordisce con la sua nuova nazionale il 12 ottobre nella partita persa 4-0 contro la Costa d'Avorio subentrando al 61' al posto di Trésor Toropité.

## Statistiche

### Presenze e reti nei club
Statistiche aggiornate al 31 gennaio 2017.
| Stagione             | Squadra              | Campionato           | Campionato | Campionato | Coppe nazionali | Coppe nazionali | Coppe nazionali | Coppe continentali | Coppe continentali | Coppe continentali | Altre coppe | Altre coppe | Altre coppe | Totale | Totale |
| Stagione             | Squadra              | Comp                 | Pres       | Reti       | Comp            | Pres            | Reti            | Comp               | Pres               | Reti               | Comp        | Pres        | Reti        | Pres   | Reti   |
| -------------------- | -------------------- | -------------------- | ---------- | ---------- | --------------- | --------------- | --------------- | ------------------ | ------------------ | ------------------ | ----------- | ----------- | ----------- | ------ | ------ |
| 2004-2005            | Monaco 2             | CFA                  | 16         | 7          | -               | -               | -               | -                  | -                  | -                  | -           | -           | -           | 16     | 7      |
| 2005-2006            | Monaco 2             | CFA                  | 16         | 8          | -               | -               | -               | -                  | -                  | -                  | -           | -           | -           | 16     | 8      |
| Totale Monaco 2      | Totale Monaco 2      | Totale Monaco 2      | 32         | 15         |                 |                 |                 |                    |                    |                    |             |             |             | 32     | 15     |
| 2006-2007            | Monaco               | L1                   | 3          | 1          | CF+CdLF         | 0+0             | 0+0             | -                  | -                  | -                  | -           | -           | -           | 3      | 1      |
| 2007-2008            | Lorient              | L1                   | 2          | 0          | CF+CdLF         | 0+0             | 0+0             | -                  | -                  | -                  | -           | -           | -           | 2      | 0      |
| gen.-giu. 2008       | Sedan                | L2                   | 6          | 0          | CF+CdLF         | 0+0             | 0+0             | -                  | -                  | -                  | -           | -           | -           | 6      | 0      |
| 2008-2009            | Monaco               | L1                   | 28         | 6          | CF+CdLF         | 3+1             | 0+0             | -                  | -                  | -                  | -           | -           | -           | 32     | 6      |
| 2009-2010            | Monaco               | L1                   | 8          | 1          | CF+CdLF         | 0+1             | 0+0             | -                  | -                  | -                  | -           | -           | -           | 9      | 1      |
| gen.-giu. 2010       | Burnley              | PL                   | 2          | 0          | FACup+CdL       | 0+0             | 0+0             | -                  | -                  | -                  | -           | -           | -           | 2      | 0      |
| 2010-2011            | Nantes               | L1                   | 0          | 0          | CF+CdLF         | 0+0             | 0+0             | -                  | -                  | -                  | -           | -           | -           | 0      | 0      |
| gen.-giu. 2011       | Monaco               | L1                   | 0          | 0          | CF+CdLF         | 0+0             | 0+0             | -                  | -                  | -                  | -           | -           | -           | 0      | 0      |
| 2011-2012            | Monaco               | L2                   | 3          | 1          | CF+CdLF         | 0+0             | 0+0             | -                  | -                  | -                  | -           | -           | -           | 3      | 1      |
| Totale Monaco        | Totale Monaco        | Totale Monaco        | 42         | 9          |                 | 5               | 0               |                    |                    |                    |             |             |             | 47     | 9      |
| gen.-giu. 2012       | PAOK                 | SL                   | 9+5        | 1+0        | CG              | 0               | 0               | UEL                | 1                  | 0                  | -           | -           | -           | 15     | 1      |
| 2012-2013            | Istres               | L2                   | 10         | 0          | CF+CdLF         | 0+0             | 0+0             | -                  | -                  | -                  | -           | -           | -           | 10     | 0      |
| 2013-2014            | OFI Creta            | SL                   | 2          | 0          | CG              | 0               | 0               | -                  | -                  | -                  | -           | -           | -           | 2      | 0      |
| gen.-giu. 2015       | Team Friburgo        | 1L                   | 7          | 2          | CS              | -               | -               | -                  | -                  | -                  | -           | -           | -           | 7      | 2      |
| ago.-dic. 2015       | Team Friburgo        | 1L                   | 11         | 5          | CS              | 2               | 1               | -                  | -                  | -                  | -           | -           | -           | 13     | 6      |
| apr.-mag. 2016       | Egersund             | 2D                   | 3          | 1          | CN              | 1               | 0               | -                  | -                  | -                  | -           | -           | -           | 4      | 1      |
| 2016-gen. 2017       | Team Friburgo        | 1L                   | 4          | 0          | CS              | 0               | 0               | -                  | -                  | -                  | -           | -           | -           | 4      | 0      |
| Totale Team Friburgo | Totale Team Friburgo | Totale Team Friburgo | 19         | 6          |                 | 2               | 1               |                    |                    |                    |             |             |             | 21     | 7      |
| gen.-giu. 2017       | Neuchâtel Xamax      | ChL                  | 0          | 0          | CS              | -               | -               | -                  | -                  | -                  | -           | -           | -           | 0      | 0      |
| Totale carriera      | Totale carriera      | Totale carriera      | 127+5      | 32+0       |                 | 8               | 1               |                    | 1                  | 0                  |             |             |             | 141    | 33     |

### Cronologia presenze e reti in nazionale

#### Repubblica Centrafricana
| Cronologia completa delle presenze e delle reti in nazionale ― Rep. Centrafricana | Cronologia completa delle presenze e delle reti in nazionale ― Rep. Centrafricana | Cronologia completa delle presenze e delle reti in nazionale ― Rep. Centrafricana | Cronologia completa delle presenze e delle reti in nazionale ― Rep. Centrafricana | Cronologia completa delle presenze e delle reti in nazionale ― Rep. Centrafricana | Cronologia completa delle presenze e delle reti in nazionale ― Rep. Centrafricana | Cronologia completa delle presenze e delle reti in nazionale ― Rep. Centrafricana | Cronologia completa delle presenze e delle reti in nazionale ― Rep. Centrafricana |
| Data                                                                              | Città                                                                             | In casa                                                                           | Risultato                                                                         | Ospiti                                                                            | Competizione                                                                      | Reti                                                                              | Note                                                                              |
| --------------------------------------------------------------------------------- | --------------------------------------------------------------------------------- | --------------------------------------------------------------------------------- | --------------------------------------------------------------------------------- | --------------------------------------------------------------------------------- | --------------------------------------------------------------------------------- | --------------------------------------------------------------------------------- | --------------------------------------------------------------------------------- |
| 12-10-2018                                                                        | Bouaké                                                                            | Costa d'Avorio                                                                    | 4 – 0                                                                             | Rep. Centrafricana                                                                | Qual. Coppa d'Africa 2019                                                         | -                                                                                 | 61’                                                                               |
| 16-10-2018                                                                        | Bangui                                                                            | Rep. Centrafricana                                                                | 0 – 0                                                                             | Costa d'Avorio                                                                    | Qual. Coppa d'Africa 2019                                                         | -                                                                                 | 75’                                                                               |
| 18-11-2018                                                                        | Butare                                                                            | Ruanda                                                                            | 2 – 2                                                                             | Rep. Centrafricana                                                                | Qual. Coppa d'Africa 2019                                                         | -                                                                                 | 49’                                                                               |
| Totale                                                                            |                                                                                   | Presenze                                                                          | 3                                                                                 |                                                                                   | Reti                                                                              | 0                                                                                 |                                                                                   |

## Palmarès

### Club

#### Competizioni nazionali
- Challenge League: 1

Neuchâtel Xamax: 2017-2018